# Phaeosphaerida
A Phaeosphaeria (más néven Phaeosphaerida) a Cercozoa Phaeodaria csoportjának kládja, a molekuláris filogenetikai elemzések szerinti E klád megfelelője.

## Történet
Ernst Haeckel hozta létre a kládot 1887-ben 4 csoporttal (Orosphaerida, más néven Oroscenidae, Sagosphaerida, Cannosphaerida és Aulosphaerida). Családjai lehetséges közös őse szerinte a Castanellida vagy a Medusettida tagja lehetett. 18S rRNS-részletek először 2004-ben jelentek meg róla.
Az Oroscenidae később nem bizonyult a többi Phaeosphaerida-klád rokonának, hanem a sugárállatkák közé tartozik, az Orosphaeridae név pedig vitatottnak bizonyult, mivel típusnemzetsége, az Orosphaera Haeckel 1882 nomen dubium. Így a Phaeosphaeridában 3 család maradt, ezek az Aulosphaeridae, a Cannosphaeridae és a Sagosphaeridae. Ezek mindegyike 1 igazolt nemzetségből áll. Nakamura et al. 2021-es rendszertana azonban csak 2 családot különböztet meg (Aulosphaeridae, Sagosphaeridae), azonban az Aulosphaeridae a 18S rDNS-elemzések szerint feltehetően parafiletikus.

## Genetika
Polet et al. 2004-ben szekvenálták az Aulosphaera trigonopa 18S rRNS-ének egy részét. Ezután 2023-ban jelentek meg további 18S rRNS-ek addig leíratlan fajokról. V9 hiperváltozékony régiója mintegy 315 bázispár hosszú.

## Filogenetika
A Protocystis xiphodon és a Protocystis tridens a 18S rDNS-elemzések alapján a Phaeosphaeria fajainak – például az Aulacantha és Aulosphaera spp.-nek – közelebbi rokona, mint a Challengeron vagy a Medusetta spp.-nek.
Adl et al. 2019-es rendszertanában 3 nemzetség tartozik ide, az Aulosphaera, a Cannosphaera és a Sagosphaera.
Mivel elsősorban 18S rRNS-ek ismertek a kládból, a Phaeosphaerida rendszertana elsősorban ezeken alapul.

## Morfológia
Központi kapszulája egy- vagy kétrétegű gömbrácsos, nem kagylószerű, egyszerű héjnyílású, lábak vagy fogak nélküli héjban van, és központi helyzetű. A gömbrács általában háromszögekből áll.:21
Akár 1 mm feletti is lehet, de általában 5 mm-nél kisebb.
Váza törékeny, felszínén adhéziós részecskék vannak, mely szelektíven oldódhat az élőhely mélysége alá süllyedéskor, és bár általában közel gömbölyű, lehet ellipszoid, lencse alakú vagy más módosult forma is. Nem rendelkezik a héj önálló szájjal.

## Ökológia
Többnyire 2000–5000 m-es mélységben él (batipelágikus), de egyes fajok elsősorban az eufotikus zónában élnek, vagy mezopelágikusak.
Generalista omnivor (baktériumokat és eukariótákat egyaránt evő) heterotróf klád, egyes fajai nagy biomasszájuk révén a szén- és nitrogénciklus helyi részeiben fontosak lehetnek. Szerves anyagok gyakran tapadnak a vázhoz. Az egyes példányok átlagos szén- és nitrogéntartalma és -sűrűsége ennek ellenére csekély (2300, illetve 400 ng).
Egy meg nem nevezett Aulosphaera-faj felemáslábú rákokkal (például Phronimopsis spinifera) élhet szimbiózisban. Általában 2–4 sejt tapad a lábakhoz, de legalább 9 képes erre.